# Александрово (Сім'ятицький повіт)
Александрово (пол. Aleksandrowo) — село в Польщі, у гміні Городиськ Сім'ятицького повіту Підляського воєводства.
Населення — 106 осіб (2011).
У 1975-1998 роках село належало до Білостоцького воєводства.

## Демографія
Демографічна структура станом на 31 березня 2011 року:
|          | Загалом | Допрацездатний вік | Працездатний вік | Постпрацездатний вік |
| -------- | ------- | ------------------ | ---------------- | -------------------- |
| Чоловіки | 53      | 13                 | 31               | 9                    |
| Жінки    | 53      | 15                 | 25               | 13                   |
| Разом    | 106     | 28                 | 56               | 22                   |